# Maurice-Henri Weil
Maurice-Henri Weil (Parigi, 29 novembre 1845 – Teplice, 13 luglio 1924) è stato uno storico francese.
Fu affascinato sia dall'età napoleonica che dalla figura di Gioacchino Murat in particolare.

## Opere
- Les Manœuvres de la garde prussienne en 1872, Paris, Tanera, 1872, 33 p.
- De l'Armée territoriale et des corps spéciaux de cavaliers éclaireurs, Paris, Tanera, 1872, 45 p.
- Compte rendu des manœuvres d'automne de l'armée d'occupation, en 1872, Paris, Tanera, 1873.
- L'Expédition de Khiva, Paris, Amyot, 1874, 72 p.
- La Guerre d'Orient, résumé des opérations militaires (extrait de "L'Invalide russe"), Paris, Dumaine, 1878, 91 p.
- La Tourkménie et les Tourkmènes, Paris, Dumaine, 1880.
- La cavalerie des armées alliées : campagne de 1813, Paris, Baudouin, 1886, 343 p.
- La campagne de 1814 d'après les documents des archives impériales et royales de la guerre à Vienne : la cavalerie des armées alliées pendant la campagne de 1814, t. I-IV, Paris, Baudouin, 1891-1896.
- Le prince Eugène et Murat, 1813-1814 : opérations militaires, négociations diplomatiques, t. I-IV, Paris, Fontemoing, 1902.
- Joachim Murat, roi de Naples : La dernière année de règne (mai 1814-mai 1815), t. I-V, Paris, Fontemoing, 1909-1910.
- Morale politique du grand Frédéric d'après sa correspondance, Paris, Plon-Nourrit, 1917, 591 p.
- Les dessous du Congrès de Vienne: d'après les documents originaux des archives du Ministère de l'Intérieur à Vienne, t. I-II, Paris, Payot, 1917.
- Marie-Louise à Parme, Paris, Pochy, 1918.
- Talleyrand et la frontière ouverte, Nancy, Berger-Levrault, 1923.
- Un incident du sacre de Napoléon Ier, Épernay, 1923.
- Godoy à l'apogée de sa toute-puissance : le baptême de sa fille, la disgrâce d'Urquijo, Madrid, s.d..